# The Canterbury Tales (musée)
The Canterbury Tales est un musée situé dans la ville de Canterbury, dans le comté du Kent, en Grande-Bretagne.
Situé à l’intérieur de l’église Sainte-Margaret, le musée propose une reconstitution de la vie au Moyen Âge avec, comme fil conducteur, Les Contes de Canterbury de Geoffrey Chaucer. Les personnages représentés effectuent un pèlerinage de Londres au sanctuaire de Thomas Becket, dans la cathédrale de Canterbury. En chemin, les histoires de Chaucer sont reconstituées, permettant de découvrir l'univers d'une ville médiévale.